# Лондрина
Лондрина е град — община в щата Парана, Южна Бразилия. Населението му е 506 645 жители (2010 г.), което го прави 2-ри по население в щата, а площта му е 1650 кв. км. Намира се на 610 м н.в. Градът разполага с университет. Градът е кръстен на португалската форма на град Лондон поради първоначалните британски заселници на неговото място. В Лондрина има и жители с български произход. В града има 2 футболни отбора, основани съответно 1950 и 1956 година, както и стадион с капацитет за 45 хиляди души.